# St. Pirmin (Innsbruck)

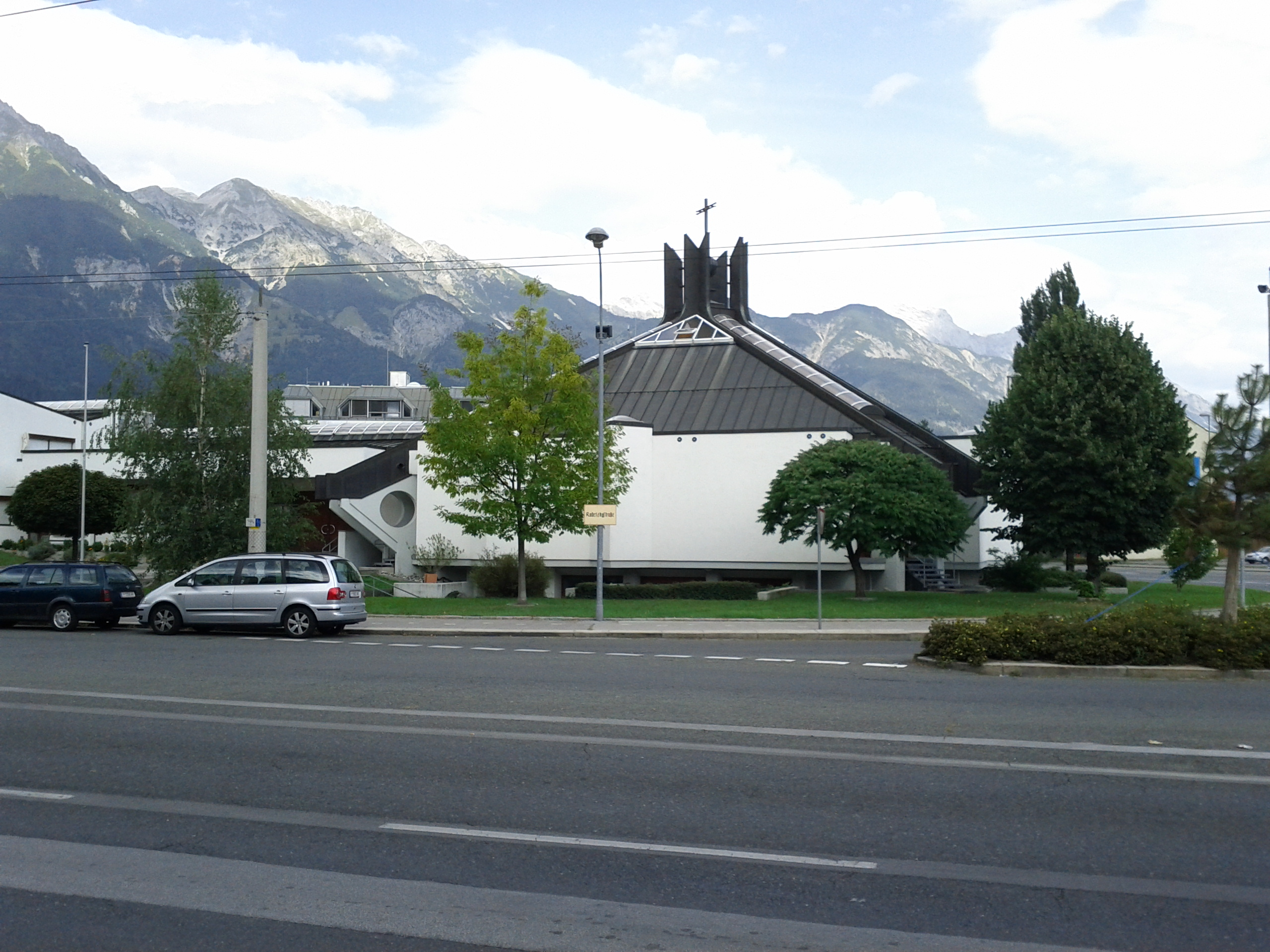
St. Pirmin von Südwesten

St. Pirmin ist eine römisch-katholische Pfarrkirche mit Pfarrzentrum im Innsbrucker Stadtteil Reichenau. Sie wurde 1987 bis 1992 nach Plänen des Innsbrucker Architekten Anton Nagler erbaut und ist dem hl. Pirmin, einem der Stadtpatrone Innsbrucks, geweiht. Kirche und Pfarrzentrum stehen unter Denkmalschutz.

## Geschichte
Die 1961 eingerichtete Pfarre St. Paulus hatte sich in den 1970er Jahren mit rund 15.000 Katholiken zur größten Pfarre Tirols entwickelt. Daher wurden 1976 bei einer Visitation von Bischof Paulus Rusch erste Gespräche über den Ankauf eines Grundstücks für eine neue Kirche im Süden der Reichenau geführt. 1982 wurde ein Seelsorger bestellt und mit dem Aufbau der neuen Pfarre betraut. Ab März 1983 wurde im Reichenauer Vereinsheim ein regelmäßiger Sonntagsgottesdienst gefeiert, im September desselben Jahres wurde der Bau einer Behelfskirche genehmigt. Diese wurde ab Jänner 1984 an der Ecke Radetzkystraße/Langer Weg errichtet und am 7. April 1984 gesegnet. Am 28. September 1986 erfolgte der Spatenstich, am 9. November 1986 die Grundsteinlegung für das Pfarrzentrum, das am 8. November 1987 eingeweiht wurde. Zugleich wurde St. Primin zum Pfarrvikariat erhoben. 1988 wurde der Pfarrsaal gebaut. Am 4. November 1990 erfolgte der Spatenstich für die Kirche, am 3. November 1991 wurde die Firstfeier begangen und am 8. November 1992 wurde die Kirche von Bischof Reinhold Stecher geweiht.

## Beschreibung
Die Kirche ist ein Zentralbau auf einem quadratischen Grundriss mit einem steilen pyramidenförmigen Zeltdach, das von vier in den Ecken ausgehenden Trägern aus Holzleimbindern auf Stahlbetonpfeilern getragen wird. Die Spitze ist turmartig ausgebildet und trägt eine Kugel mit Kreuz. Zwischen den Trägern befinden sich gewölbte Fenster, die das Innere mit Licht versorgen. Im Nordwesten schließt sich direkt das Pfarrzentrum mit Gemeindesaal und Pfarrhaus an. Dabei handelt es sich um flach gedeckte, weiß verputzte Ziegelbauten. 
Das Innere der Kirche ist ein heller Saalraum mit offener Dachkonstruktion. Der leicht erhöhte Altarbereich befindet sich im Südosten und ist auf drei Seiten von Bankreihen umgeben.